# 韦瓘 (唐朝)
韋瓘（8世纪?—9世纪?），字茂弘，京兆萬年人。唐朝官员。
属京兆韦氏龙门公房，登“茂才異等”科。宪宗元和四年（809年）己丑科状元，主考官是户部侍郎张弘靖，授左拾遗。歷官仓部员外郎、司勋郎中、中書舍人，与李德裕友善。大和七年（833年），贬为康州（今廣東省肇慶市德庆县）刺史，大和八年（834年）再貶明州（今浙江省宁波市）長史。会昌六年（846年）迁楚州刺史。大中二年（848年）二月，終官桂管觀察使。又任太仆卿。大中年間卒于任上。
著有《周秦行紀》，講述牛僧孺遇仙之事，並假託是牛僧孺所作，以誣害之。

## 家庭

### 祖父
- 韦迢，唐朝都官员外郎

### 父亲
- 韦正卿，唐朝赠司空

### 夫人
- 河东裴氏

### 子女
- 韦劳谦
- 韦益谦
- 韦崇节
- 韦牧谦
- 韦缓，第六女，嫁东都防御巡官独孤某